# Natmir
Natmir ist ein männlicher Vorname.

## Herkunft und Bedeutung des Namens
Der Name stammt aus dem Albanischen.

## Verbreitung
Der Name fand im Mittelalter seine Verbreitung. Jedoch wurde er seit dem ersten Balkankrieg öfter vergeben.